# 池学淳
池学淳（ち がくじゅん、チ・ハクスン、朝: 지학순、1921年9月9日 - 1993年3月12日）は、大韓民国のカトリック司教である。本貫は忠州池氏。洗礼名はダニエルである。

## 生涯
1921年に日本統治時代の朝鮮の平安南道中和郡で生まれ、ミッションスクールであるソウルの東星高等学校に通った。その後、咸鏡南道徳源（トグォン）にある徳源神学校に通った。南北分断後は、38度線を越えてソウルの聖神大学（今のカトリック大学校）を卒業し、朝鮮戦争中の1951年にカトリック教会で司祭に叙階された。 
以後、釜山、清州などで主任司祭を務め、さらにローマのウルバノ大学に留学して教会法の博士学位を取得した。そして1965年に司教聖別を受けて、その年に新設されたカトリック原州教区の初代教区長になった。
カトリック司教として奉職する間に民主化運動を率い、1970年に原州文化放送を設立するのに先立ち、金芝河等の意識ある青年たちを支援した。 
1974年にいわゆる民青学連事件に関わって、監獄の苦しみを体験したが、これを契機に天主教正義具現全国司祭団がスタートした。226日間監獄の苦しみを体験して釈放された後にも、韓国民主化の主として多くの人々に影響を及ぼした。 
1985年の南北離散家族対面の時は、朝鮮民主主義人民共和国（北朝鮮）を訪問して妹に会った。この時妹に繰り返し信仰の話をしたところ、妹は「天国を信じるなんて！」と拒絶反応を示し、それに驚いて「お前はすっかりアカの連中に洗脳されてしまった！」と嘆いたという。また、朝鮮戦争による南北分断後40年ぶりに、北朝鮮で韓国人カトリック聖職者としては初めてミサを奉げた。
1993年3月12日、持病の糖尿病が悪化して亡くなり、亡骸は堤川のペロン聖地聖職者墓地に葬られた。死後、彼の意に従う人々が財団法人チ・ハクスン正義平和基金を設立し、チ・ハクスン正義平和賞を制定した。